# 행커치프 코드

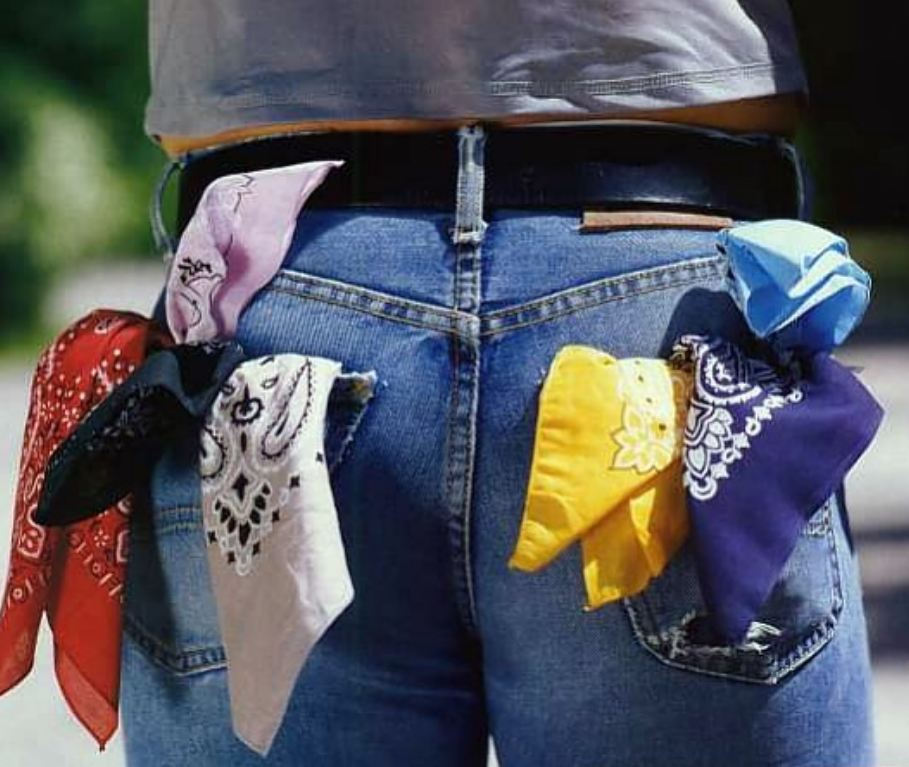
행커치프 코드

행커치프 코드(handkerchief code)는 미국, 캐나다, 유럽 등지에서 남자 동성애자들이 자신의 성적 취향을 나타내기 위하여 주머니에 손수건을 넣어 드러내는 것을 의미한다.

## 행커치프 코드의 예
| 색       | 의미           |
| -------- | -------------- |
| 검정     | SM             |
| 남색     | 항문 성교      |
| 하늘색   | 구강성교       |
| 갈색     | 대변기호증     |
| 녹색     | 남창/매춘      |
| 회색     | 본디지         |
| 오렌지색 | 모든 행위 허용 |
| 보라색   | 피어싱         |
| 빨간색   | 피스팅         |
| 노란색   | 소변기호증     |